# 童話魔法使
《童話魔法使》是松智洋、StoryWorks和監督共同協作的跨媒體作品，同時亦是松智洋的遺作。
作品於2017年2月以輕小說形式，於集英社旗下文庫《Dash X文庫》刊載。同名漫畫於《Jump Square》2017年11月號開始連載。動畫於2018年1月11日AT-X電視台首播，2018年3月30日播放第10話之後停止第11、12話電視播出，2019年4月25日播放剩餘兩話。

## 故事簡介
散佈於現有世界的已知故事被稱做“原書”。少女們與“原書”相遇，因性格相性被其選中，獲得魔法，成為“原書使”，可以使用書中故事主角的能力。以這樣的“原書使”為目標的“見習原書使”少女們，與“原書”一同編織出屬於自己和原書的美妙故事。

## 角色
參考資料：

### 日本學校
鍵村葉月（Hazuki Kagimura，聲：楠木灯）
原書：「灰姑娘」→「灰姑娘不會回頭」
愛好讀書和空想的少女。與靜相遇，並進入了葛葉女子魔法學園。
土御門靜（Shizuka Tsuchimikado，聲：末柄里惠）
原書：「輝夜姬」
加澄有子（Ariko Kasumi，聲：本渡楓）
原書：「一寸法師」
佐渡原舞（Mai Sadohara，聲：新田日和）
原書：「白鶴報恩」
日野幸（Sachi Hino，聲：田所梓）
原書：「剪舌麻雀」
崇神學園長（Headmaster，聲：岡村明美）

### 諸國聯合
尤米莉雅·卡贊（Yumilia Qazan，聲：Lynn）
原書：「酒吞童子」
夏露露·喬巴尼（Charles Giovanni，聲：宮島惠美）
原書：「穿靴子的猫」
摩莉（Molly C Quinn，聲：金子彩花）
原書：「花衣魔笛手」

### 美國學校
琳·戴維斯（Lynne Daves，聲：日高里菜）
原書：「賣火柴的小女孩」
安潔莉娜·戴維斯（Angelina Daves，聲：佐藤亞美菜）
原書：「聖誕老人」
茱兒（Drew Verhoeven，聲：小市真琴）
原書：「綠野仙蹤」
卡麥蓉（Cameron Welles，聲：角元明日香）
原書：「宇宙大戰」
露西（Lucy Burton，聲：河野日和）
原書：「喪屍」

### 俄羅斯學校
瑪莉亞·拉斯普亭（Maria Rasputin，聲：大津愛理）
原書：「拔蘿蔔」
納迪亞（Nadia Ivanova，聲：伊藤彩沙）
原書：「手套」（作者：艾烏格尼·M·拉裘夫）
塔吉安娜（Tatiana Boyarskii，聲：小澤亞李）
原書：「傻瓜伊凡」
艾瑪（Eva Khodchenkova，聲：平山笑美）
原書：「公主不要笑」
烏皮爾琪卡（Upierzyca，聲：赤尾光）
原書：「吸血鬼」

### 德國學校
阿卡蒂·雅莉亞（Agathe Arier，聲：加隈亞衣）
原書：「魔彈射手」
赫德嘉（Hildegard Ferres，聲：首藤志奈）
原書：「長髮姑娘」
諾瑪（Norma Paul）
原書：「白雪公主」
布里姬•荷姆（Brigitte Helm）
原書：「小紅帽」
伊莎貝拉
原書：「糖果屋」

### 英國學校
亞瑟·潘多拉貢（Arthur Pendragon，聲：上田麗奈）
原書：「不列顛人的歷史（亞瑟王傳說）」
梅林
原書：「鵝媽媽」
愛麗絲
原書：「愛麗絲夢遊仙境」
格雷蒂雅
原書：「傑克與魔豆」
崔斯坦
原書：「羅賓漢」

### 中國學校
李雪梅（Li Xuemei，聲：吉岡麻耶）
原書：「東遊記」
李雪蘭（Li Xuelan，聲：篠原侑）
原書：「西遊記」

### 印度學校
瑪哈卡莉（Mahakali，聲：鎌倉有那）
原書：「羅摩衍那」
ラヴェーナ（Raveena）
原書：「一千零一夜」
エーシャ（Esha）
原書：「黑夜柔吠陀」
アメーシャ（Ameetha）
原書：「白夜柔吠陀」
アムリタ（Amrita，聲：伊藤彩沙）
原書：「王子和戒指」

## 出版書籍

### 輕小說
由松智洋 & StoryWorks於2017年2月在集英社旗下文庫《DASH X文庫》刊載，目前4冊。
| 冊數 | 集英社         | 集英社                                                  | 青文出版社     | 青文出版社                                             |
| 冊數 | 發售日期       | ISBN                                                    | 發售日期       | ISBN / EAN                                             |
| ---- | -------------- | ------------------------------------------------------- | -------------- | ------------------------------------------------------ |
| 1    | 2017年2月24日  | ISBN 978-4-08-631171-7                                  | 2017年12月14日 | ISBN 978-986-356-477-5 EAN 471-801-602-720-6（特別版） |
| 2    | 2017年7月25日  | ISBN 978-4-08-631193-9                                  | 2018年3月15日  | ISBN 978-986-356-492-8 EAN 471-801-602-855-5（特別版） |
| 3    | 2017年12月22日 | ISBN 978-4-08-631218-9                                  | 2018年5月17日  | ISBN 978-986-356-499-7 EAN 471-801-602-946-0（特別版） |
| 4    | 2018年4月25日  | ISBN 978-4-08-631228-8（限定版） ISBN 978-4-08-631238-7 | 2019年3月14日  | ISBN 978-986-356-796-7                                 |

外傳『メルヘン・メドヘン フェスト〜魔法少女たちの前日譚〜』（ ISBN 978-4-08-631229-5 ）伊勢ネキセ／斧名田マニマニ／慶野由志（著）・松智洋／StoryWorks（原作）・監督（插圖）・林けゐ（卷首插圖、插圖），2018年2月23日發售。

### 漫畫
| 冊數 | 集英社       | 集英社                 | 東立出版社    | 東立出版社             |
| 冊數 | 發售日期     | ISBN                   | 發售日期      | ISBN                   |
| ---- | ------------ | ---------------------- | ------------- | ---------------------- |
| 1    | 2018年1月4日 | ISBN 978-4-08-881325-7 | 2019年4月17日 | ISBN 978-957-26-2875-1 |
| 2    | 2018年6月4日 | ISBN 978-4-08-881490-2 | 2019年12月5日 | ISBN 978-957-26-2876-8 |

## 電視動畫
動畫於2018年1月開始播放。，原计划为播放12话，但自第1话播出后，出现大量作画崩坏的情况，而且之后有大量制作人员不足或者没能负责到位的消息出现，在播放第8话后宣布第9话延期播放。2018年3月，第9話、第10話播出並重播第1話、第2話，重制重播的第1话作画品質有所改善，但第9话恢复播放时，情况并无改善。動畫因而未能在3月內播放全部12話，第10話播放完畢後暫停播放。
第11話及第12話原定於12月公開，但其後再度延期，2019年4月25日於AT-X播放。另外，2019年4月18日14:00在AT-X免费重播了修正后的第1~10话。

### 製作人員
- 原案、系列構成：松智洋[9]
- 原作：MMM
- 原案協作：StoryWorks[9]
- 角色原案：監督[9]
- 總導演：齋藤久[9]
- 導演：上田繁[9]
- 角色設定、總作畫監督：森川侑紀[9]
- 劇本：松智洋、朝浦、門田祐一、金月龍之介（日语：金月龍之介）
- 色彩設計：齊藤麻記
- 美術監督：下元智子
- 攝影監督：村上優作
- 編輯：廣瀨清志
- 音樂：rionos
- 音樂製作：Lantis
- 音響監督：森下廣人（日语：森下広人）
- 音響製作：叶音
- 動畫製片人：永井理
- 動畫製作：Hoods Entertainment[9]
- 製作：童話魔法使製作委員會

### 主題曲
片頭曲「 ～My Uncompleted Story～」
作詞：林英樹、佐藤純一，作曲：佐藤純一，編曲、主唱：fhána
片尾曲「sleepland」
作詞、作曲、編曲：rionos，主唱：上田麗奈
印象曲「誰もわたしを知らない世界へ」
作詞、作曲、編曲：rionos，主唱：上田麗奈

### 各話列表
| 話數     | 日文標題 | 中文標題               | 劇本                | 分鏡                     | 演出     | 作畫監督                                                                     | 片尾插畫   |
| -------- | -------- | ---------------------- | ------------------- | ------------------------ | -------- | ---------------------------------------------------------------------------- | ---------- |
| 第一話   |          | 物語症候群             | 松智洋 金月龍之介   | 齋藤久                   | 上田繁   | 阿部島瑠珠、                                                                 | 阿部島瑠珠 |
| 第二話   |          | 第一次的魔法           | 松智洋 金月龍之介   | 齋藤久                   | 上田繁   | 森川侑紀、阿部島瑠珠 飯飼一幸、小林利充 末田晃大                             |            |
| 第三話   |          | 魔女之夜到來           | 松智洋 金月龍之介   | 日高政光                 | 日高政光 | 森川侑紀、 阿部島瑠珠、小林利充 李少雷                                       |            |
| 第四話   |          | 所在之地、歸去之地     | 松智洋 金月龍之介   | 川畑                     | 上田繁   | 、森川侑紀 中島大智、池田廣明 木下由美子、菊池一真                           |            |
| 第五話   |          | 再見了，我的魔法       | 松智洋 金月龍之介   | 名村英敏                 | 上田繁   | 森川侑紀、末田晃大 立石聖、 中島大智                                         | 末田晃大   |
| 第六話   |          | 灰姑娘不會回頭         | 松智洋 金月龍之介   | 齋藤久                   | 石橋潤基 | 立石聖、末田晃大 山崎千繪、小林利充 池田廣明、扇多惠子 吉岡勝、李少雷        |            |
| 第七話   |          | 老實人的寓言故事       | 朝浦 金月龍之介     | 小島正幸                 | 上田繁   | 立石聖                                                                       |            |
| 第八話   |          | 拔出大蘿蔔             | 朝浦 金月龍之介     | 佐野隆史                 | 上田繁   | 森川侑紀、 末田晃大、立石聖 小林利充、阿部島瑠珠                             |            |
| 第九話   |          | 出門靠夥伴，陷阱隨處有 | 門田祐一 金月龍之介 | 南川達馬 齋藤久          | 藤本義孝 | 森川侑紀、阿部島瑠珠 末田晃大、八三千 小林利充、服部益實                     |            |
| 第十話   |          | 月下之花再度綻放       | 門田祐一 金月龍之介 | 齋藤久                   | 小林孝史 | 森川侑紀、末田晃大 小島惠理、立石聖 小林利充、山崎千繪 、池田廣明 阿部島瑠珠 |            |
| 第十一話 |          | 魔彈的黃昏             | 門田祐一 金月龍之介 | 西田正義 齋藤久 木村卓夫 | 藤本義孝 | 小林利充                                                                     | 大庭幸子   |
| 第十二話 |          | 完美結局的魔法         | 門田祐一 金月龍之介 | 齋藤久 木村卓夫          | 小林博滿 | 小島惠理                                                                     | 森川侑紀   |

### 播放電視台
日本深夜動畫：下文記載的日本国内播放時間使用日本標準時間（UTC+9）表示。因為部分時間标识會採用30小时制，因此請留意这类超过24:00的时间，其實際播放時間為翌日清晨。
| 播放日期                         | 播放時間（UTC+9）        | 播放電視台 | 播放區域 | 備註                             |
| -------------------------------- | ------------------------ | ---------- | -------- | -------------------------------- |
| 2018年1月11日－3月29日（第10話） | 星期四晚上 21:00 - 21:30 | AT-X       | 日本全域 | 衛星電視 / 製作参加 / 節目有重播 |
|                                  | 星期四晚上 22:30 - 23:00 | TOKYO MX   | 東京都   |                                  |
| 2018年1月12日－3月30日（第10話） | 星期四深夜 26:00 - 26:30 | BS11       | 日本全國 | 衛星電視 / 『ANIME+節目』        |

### BD
| 卷數 | 發行日期      | 收錄話數       | 規格編號  |
| ---- | ------------- | -------------- | --------- |
| 1    | 2018年4月25日 | 第1話、第2話   | GNXA-1411 |
| 2    | 2018年5月30日 | 第3話、第4話   | GNXA-1412 |
| 3    | 2018年8月29日 | 第5話、第6話   | GNXA-1413 |
| 4    | 2018年9月28日 | 第7話、第8話   | GNXA-1414 |
| 5    | 2018年11月7日 | 第9話、第10話  | GNXA-1415 |
| 6    | 2019年6月19日 | 第11話、第12話 | GNXA-1416 |

## 外部連結
- 集英社Dash X文庫「童話魔法使」SPECIAL SITE （页面存档备份，存于）（日語）
- 電視動畫「童話魔法使」官方網站 （页面存档备份，存于）（日語）
- 「童話魔法使」官方的X（前Twitter）（日語）